# Ferdinand Christian Baur
Ferdinand Christian Baur (Fellbach, 21 de junho de 1792 – Tubinga, 2 de dezembro de 1860) foi um teólogo protestante alemão, fundador e líder da (nova) Escola Tübingen de teologia (nomeada a partir da Universidade de Tübingen, onde Baur estudou e lecionou). Seguindo a teoria dialética de Hegel, Baur argumenta que o cristianismo do segundo século representou a síntese de duas teses opostas: Cristianismo judaico (Cristianismo Petrino) e Cristianismo gentílico (Cristianismo Paulino). Este e os demais trabalhos de Baur tiveram profundo impacto na Alta Crítica de textos bíblicos e relacionados.
Adolf Hilgenfeld seguiu a proposta de Baur e foi editor dos periódicos da Escola Tübingen, embora ele fosse menos radical que Baur. Um acadêmico patrístico e filósofo em Tübingen, Albert Schwegler, deu a mais vigorosa expressão às teorias da Escola. A influência da escola atingiu seu pico na década de 1840, mas minguava no início do século XX.
As opiniões de Baur eram revolucionárias, e "uma coisa é certa: estudo do Novo Testamento, desde sua época, teve uma cor diferente" (H.S. Nash). Ele teve um bom número de seguidores, que constantemente modificaram seu posicionamento, e a base lançada por Baur continua a ser construída no século XXI.[carece de fontes?]